# 郭台銘
郭台銘（1950年10月18日—）是中華民國實業家、慈善家、無黨籍（前中國國民黨籍）政治人物，為鴻海科技集團創辦人，曾多年位居臺灣首富。生於臺北縣板橋鎮（今新北市板橋區），籍貫山西省晉城市，畢業自中國海事專科學校，中華民國空軍高砲預官退伍，於1974年創立鴻海，其後長期贊助國民黨政治獻金。退休後亦涉足政治工作，2019年參加國民黨總統初選未獲提名，使其轉為與親民黨、台灣民眾黨結盟；2023年參加國民黨總統初選未獲提名，於同年8月28日宣布獨立參選2024年中華民國總統選舉，但最終並未登記而告終。

## 早年
1950年10月18日，郭母在台北縣板橋慈惠宮生下郭台銘，父親籍貫山西晉城，母親籍貫山東牟平。郭4歲時，擔任警察的父親在板橋派出所任職，因派出所的宿舍尚未建好，一家人居住在慈惠宮的東廂房，直到13歲時父親調任中永和並住進永和的警察宿舍，郭台銘前後共居住在慈惠宮9年:18:26。
郭台銘5歲時就讀板橋國民學校附設幼稚園。郭台銘的母語是山東話，第二個會講的是臺灣話，上了小學才開始學習注音符號:28。小學就讀板橋國民學校埔墘分校，為埔墘分校的第一屆學生，之後因父親工作原因而轉學到板橋國民學校:29，小學畢業後就讀臺灣省立板橋中學。1966年考進剛創校的中國海事專科學校:6。求學階段因需自行籌措學費，曾在橡膠廠、砂輪廠和製藥廠打工:6。

## 商業生涯

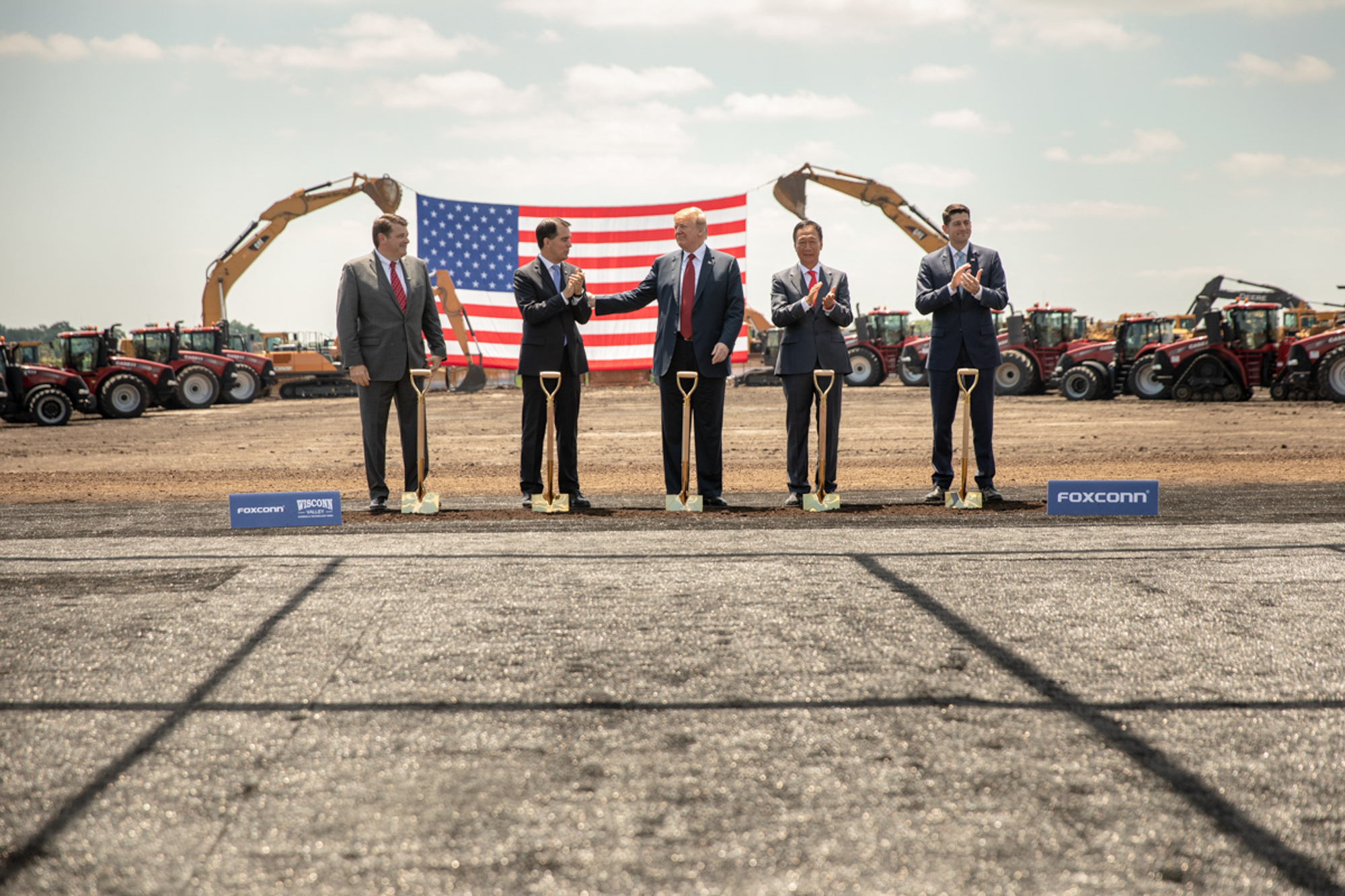
2018年6月，郭台銘與美國總統唐納·川普、美國眾議院議長保羅·萊恩及威斯康辛州州長斯考特·沃克一同出席位於威斯康辛州的鴻海建設動土儀式

1973年從22期預官退伍後在復興航運擔任業務，工作為安排船期和押匯:6。1974年2月20日，郭台銘獲得母親以標會取得的新臺幣20萬元資助，一半用於結婚，剩下一半與朋友合資，成立資本額新臺幣30萬元的「鴻海塑膠」公司，生產塑膠成品加工，此為鴻海科技集團的原點:8-9:36。隔年因景氣低迷和缺乏經驗，資本額新臺幣30萬元全數花光，原先合資的股東紛紛退出，於是郭台銘向岳父借新臺幣70萬元買下整間公司，改名成「鴻海工業」，公司資本額擴增至新臺幣50萬元，從事黑白電視機旋鈕的製造:8-9:36。1981年鴻海成功開發出個人電腦連接器產品，由此轉型生產個人電腦連接器:9-10。1982年公司更名為「鴻海精密」，資本額新臺幣1,600萬元:10。郭台銘為了替鴻海爭取美國訂單而隻身前往美國，第一筆交涉是位於紐澤西的AT&T子公司朗訊:41。1985年鴻海成立美國分公司。1988年鴻海公司開始投資中國大陸，此後在香港、歐洲、日本、印度、南美洲設置據點。1991年6月18日，鴻海在臺灣股市上市。2001年鴻海以營業額新臺幣1,748億元超越台積電，成為當時臺灣第一大民營企業:5。2005年鴻海營收突破新臺幣一兆元，超越國營公司中油，成為當時臺灣最大企業。2009年鴻海旗下的群創光電合併奇美電子。2014年鴻海投資亞太電信，跨足臺灣電信服務產業。2016年鴻海與日本夏普株式會社戰略結盟，鴻海持有其股份66%，成為最大股東。2019年6月21日，劉揚偉接替郭台銘出任鴻海集團董事長，郭台銘改任鴻海集團董事。2023年9月3日，因郭台銘參選總統選舉，宣布辭去鴻海的董事職位。

### 個人財富
| 《富比士》 |            |        |      |            |        |
| 年份       | 億美元     | 來源   | 年份 | 億美元     | 來源   |
| 2000       | 28         | [ 29 ] | 2011 | 57         | [ 30 ] |
| 2001       | 21         | [ 31 ] | 2012 | 48         | [ 32 ] |
| 2002       |            |        | 2013 | 51         | [ 33 ] |
| 2003       | 16         | [ 34 ] | 2014 | 54         | [ 35 ] |
| 2004       | 28         | [ 36 ] | 2015 | 61         | [ 37 ] |
| 2005       | 32         | [ 38 ] | 2016 | 57         | [ 39 ] |
| 2006       | 43         | [ 40 ] | 2017 | 75         | [ 41 ] |
| 2007       | 55         | [ 42 ] | 2018 | 85         | [ 43 ] |
| 2008       | 35         | [ 44 ] | 2019 | 63         | [ 45 ] |
| 2009       | 20         | [ 46 ] | 2020 | 69         | [ 47 ] |
| 2010       | 59         | [ 48 ] | 2021 | 70         | [ 49 ] |
| 《壹週刊》 |            |        |      |            |        |
| 年份       | 新臺幣億元 | 來源   | 年份 | 新臺幣億元 | 來源   |
| 2003       | 不適用     | 不適用 | 2012 | 1110       | [ 50 ] |
| 2004       | 776        | [ 51 ] | 2013 | 1310       | [ 52 ] |
| 2005       | 848        | [ 53 ] | 2014 | 1298       | [ 54 ] |
| 2006       | 1143       | [ 55 ] | 2015 | 1596       | [ 56 ] |
| 2007       | 1612       | [ 57 ] | 2016 | 1594       | [ 58 ] |
| 2008       | 1455       | [ 59 ] | 2017 | 1786       | [ 60 ] |
| 2009       | 544        | [ 61 ] | 2018 | 1544       | [ 62 ] |
| 2010       | 1402       | [ 63 ] | 2019 | 939        | [ 64 ] |
| 2011       | 1372       | [ 65 ] | 2020 | 1214       | [ 66 ] |

根據《富比士》榜單，郭台銘分別2005年、2010年、2017年、2018年、2019年和2021年登上臺灣首富。而根據《壹週刊》歷年「臺灣50富豪」榜單，郭台銘從2002年起蟬聯臺灣首富至2020年。
郭台銘共擁有三架私人飛機；第一架灣流G550因弟弟郭台成在中國大陸北京治病，當時兩岸飛機沒有直航，郭台銘因此購買私人飛機，方便他及家人往返臺灣與中國大陸北京，並載送相關的醫療資源，郭台銘也為此共飛了中國大陸北京40趟:116、289-290；第二架同樣是是灣流G550，2009年購入:116；第三架為2016年購買的灣流G650ER:116。
2008年7月，郭台銘與曾馨瑩訂婚時，宣布未來將捐出九成個人名下財產作為公益之用，而曾馨瑩也簽署捐贈聲明:292；2013年6月，郭台銘表示捐贈已完成法院公證。

## 政治生涯
郭台銘1970年加入中國國民黨。2000年國民黨辦理黨員重新登記時，黨部並未通知郭台銘辦理。2012年中華民國總統選舉期間，郭台銘力挺馬英九連任總統，且稱他是「熟練又有經驗的舵手」，全面公開表態支持九二共識。2014年太陽花學運期間，郭台銘表示「去做應該做的事情，並不是為了任何的權欲，且最不值得做的職位就是總統」、「做總統絕對是害人的位置，所以不要害我」。2016年11月15日，《壹週刊》報導稱郭台銘因唐納·川普當選美國總統，考慮參選2020年中華民國總統選舉。2014年5月，郭台銘在評價太陽花學運時，說出民主對GDP來説不是必要的，郭台銘後回應，他一向堅持民主，只是「民主動能須化為經濟的成果」，並質疑蔡英文斷章取義。2018年7月16日，郭台銘接受鳳凰衛視《領航者》專訪時曾表示，他對參選總統「百萬分之一的意願幾乎都沒有」。
2019年4月17日，時任中國國民黨主席吳敦義向郭台銘頒發「中國國民黨中央委員會榮譽狀」，表彰郭台銘在2016年10月國民黨經費拮据之際以其母「初永真」名義無息借貸新臺幣4,500萬元給國民黨；郭台銘當場宣布願意參選國民黨的總統初選，絕對不接受徵召。7月15日，郭台銘在2020年中國國民黨總統提名選舉中以支持度27.730%輸給韓國瑜的44.805%。9月12日，國民黨31位大老在臺灣報紙刊登連署聲明呼籲郭台銘與韓國瑜合作；同天郭台銘由幕僚轉述聲明指出，即日起退出國民黨。9月16日，郭台銘宣佈不參與連署競選2020年總統選舉。9月27日，國民黨完成郭台銘黨籍註銷。11月14日，郭台銘呼籲2020年立法委員選舉的政黨票，泛藍支持者票投親民黨、泛綠支持者票投台灣民眾黨。11月19、20日，郭台銘的三位幕僚各自分列在民眾黨和親民黨的2020年不分區立委名單中。12月23日，郭台銘接受年代新聞台《新聞面對面》專訪時表示有些後悔退出2020年總統選舉，而他退出總統選舉的關鍵因素是因為母親的健康。
2023年2月，適逢2024年總統選舉的初選階段，郭台銘與王金平同時出現新北土城被視為參選起手式。同月14日，郭台銘表態參選2024年中華民國總統選舉。5月1日，郭台銘在高雄的台灣領袖講座稱，希望把政府當企業經營一樣由我們自己監督，郭台銘之後說「為自己的倉促發言致歉」。5月17日，由於中國國民黨徵召時任新北市市長侯友宜參選，郭台銘未能獲得中國國民黨提名。8月30日，郭台銘甫宣布以參選人身份加入2024總統大選選舉，媒體人臧家宜在社群媒體中指控，郭在10餘年前受訪時，曾罵蔡英文，並公開錄音檔。對此，郭台銘陣營的時任發言人黃士修回應此事，稱臧女因先前與郭有法律訴訟，心生怨恨，可以理解，但不應以陳年舊案，藉機進行政治攻擊。9月，在幕僚楊照的牽線下，賴佩霞與郭台銘搭檔競選。10月6日，郭台銘表示總統連署已在10月4日通過中選會規定28萬9667人門檻。並於隔日宣布成立「郭爸爸基金會」與永齡基金會不同，其設立目標每突破10萬份增加1000萬、同時計畫催生「金門和平倡議基金會」推動兩岸關係。11月24日，郭台銘宣佈退選。

## 爭議

### 司法追殺
郭台銘曾控告記者、與媒體針鋒相對，郭台銘認為不實的報導、被他解讀是惡意中傷等，除法律控告外，還會提出假處分對方名下財產:78。郭台銘在處理與媒體的關係的作法被貼上「大鯨魚對小蝦米」標籤，並被認為可能在新聞界產生寒蟬效應、有打壓新聞自由之舉。郭台銘2005年曾表示，鯨魚很溫馴，鴻海這隻鯨魚只吃3C產品。郭台銘在當年尾牙以「鯨魚爺爺」的稱號從鯨魚模型中出場。

## 個人生活

### 家庭
郭台銘在家中排名第二，上有一位姊姊郭台平，下有兩個弟弟郭台強和郭台成:19。郭台成2007年7月因急性骨髓性白血病病逝於中國大陸北京。父親郭齡瑞，生於中國大陸山西晋城，1936年抗日戰爭赴西安加入戰幹團接受軍事教育，在抗日戰爭結束之後，郭齡瑞轉讀中央警官學校西安分校，完成學業後分發到青島警察局服務，1948年來到臺灣後分別在基隆港警所、臺北縣警局及刑事警察局任職，1989年從警界退休，2002年6月逝世於臺北三軍總醫院。母親初永真，生於中國大陸山東，1946年在中國大陸青島與郭齡瑞結婚:5:26。臺灣慈善家張淑芬是郭台銘的遠房表姐。

### 感情
郭台銘1971年在三重紐約製藥廠打工時與林淑如相識:32。1974年和林淑如結婚；他們倆人共生有一子一女，分別是郭守正與郭曉玲。郭台銘2002年購入位於捷克库特纳霍拉的古堡–羅茲特茲城堡（zámek Roztěž），並以林淑如的英文名字Serena命名為Casa Serena:83。林淑如2005年3月因乳癌病逝於臺大醫院。
2007年2月，郭台銘邀請林志玲為鴻海集團主持尾牙節目，因曾馨瑩教跳探戈而相識。同年3月7日，郭台銘接受《壹週刊》專訪時說「我對劉嘉玲是認真的」，並表示曾與臺灣畫家陳香吟交往過；陳香吟同年12月證實此事。2008年7月，劉嘉玲接受香港作家林燕妮訪問時表示，「我沒有愛上他（郭台銘），不過我知道他（郭台銘）對我是有感覺的」。同年7月23日，郭台銘和曾馨瑩訂婚；與曾馨瑩7月26日結婚；兩人育有一子二女。

### 裸照風波
一份臺灣高等法院判決書文號為「84年度上訴字第981號」指，「陳崇美於1988年認識郭台銘，陳崇美明知郭台銘已婚 ，卻仍與之發展不正常男女之關係，並進而趁郭台銘之妻林淑如赴美之際，搬進臺北市徐州路的郭寓與其同居。1992年8月，郭台銘有意分手，陳崇美雇人在臺北市青年路一處友人的頂樓住處，裝設隱密型攝錄影器材。同年11月邀郭台銘到該處發生性行為，並全程偷拍下兩人床戲及裸照。郭台銘12月匯新臺幣300萬元給陳崇美，陳崇美認為郭台銘允諾的是新臺幣500萬元。1993年3月，陳崇美找徵信業者協助討回剩下的新臺幣200萬元。同年10月郭台銘報警稱被恐嚇取財，陳崇美被捕遭羈押19天。1994年11月，一審依恐嚇取財罪判陳崇美9月徒刑。1995年10月，二審改依強制未遂罪改判陳崇美4月、徵信業者3月徒刑」。

### 信仰
郭台銘因出生於板橋慈惠宮，並在宮內廂房居住9年，自認家族與自己都受到媽祖庇佑。郭台銘曾捐助慈惠宮新臺幣100萬元於廟前的兩支石刻大龍柱，上頭刻有「信士郭台銘、林淑如、郭守正、郭曉玲敬獻」:31。每年農曆正月初一，郭台銘都會帶著一家大小到慈惠宮參拜:31。郭台銘也篤信關聖帝君，在鴻海的土城總部內也奉祀關帝神像。2013年郭台銘曾遭遇胡宗賢炸彈案，不過爆燃物未引燃；郭台銘稱炸彈未爆炸是關聖帝君顯神靈。2014年太陽花學運期間，郭台銘自稱奉關公顯靈指示，協調學運退場。2019年4月17日，郭台銘到板橋慈惠宮及淡水武聖宮參拜、請示神意，是否要参加2020年中華民國總統選舉；郭台銘表示媽祖前幾天有託夢，要他出來為受苦受難的老百姓做好事，帶給臺灣和平繁榮，他一定會遵照媽祖指示。

### 其他
郭台銘曾表示最敬佩的歷史人物是成吉思汗，他亦常被比喻為成吉思汗。
2000年與林淑如成立「永齡教育慈善基金會」。2007年9月，郭台銘捐贈新臺幣150億元予國立臺灣大學，其中100億元興建癌症醫學中心和質子中心:295。

## 出版書籍
| 出版年       | 書名                             | 作者           | 出版社   | ISBN               |
| 2019年7月2日 | 《從郭董到果凍：相信郭台銘》     | 郭台銘, 林靜宜 | 天下文化 | ISBN 9789864797646 |
| 2023年8月8日 | 《郭爸爸寫給年輕人的30則備忘錄》 | 郭台銘         | 時報出版 | ISBN 9786263741416 |

## 外部連結
- 郭台銘的Facebook專頁
- 郭台銘的Instagram帳戶
- YouTube上的郭台銘頻道

| 商界職務 | 商界職務                                    | 商界職務      |
| -------- | ------------------------------------------- | ------------- |
| 新頭銜   | 鴻海集團董事長 1974年2月20日至2019年6月21日 | 繼任： 劉揚偉 |